# Dābhol
Dābhol är en ort i Indien.   Den ligger i distriktet Ratnagiri och delstaten Maharashtra, i den sydvästra delen av landet, 1 300 km söder om huvudstaden New Delhi. Dābhol ligger 20 meter över havet och antalet invånare är 9 142.
Terrängen runt Dābhol är platt åt sydväst, men åt nordost är den kuperad. Havet är nära Dābhol åt sydväst. Runt Dābhol är det tätbefolkat, med 266 invånare per kvadratkilometer. Dābhol är det största samhället i trakten. I omgivningarna runt Dābhol växer huvudsakligen savannskog.